# Болдер (Вајоминг)
Болдер (енгл. Boulder) насељено је место без административног статуса у америчкој савезној држави Вајоминг.

## Демографија
По попису из 2010. године број становника је 170, што је 140 (466,7%) становника више него 2000. године.
| Група             | 2000.       | 2010.       |
| Белци             | 30 (100,0%) | 151 (88,8%) |
| Афроамериканци    | 0 (0,0%)    | 0 (0,0%)    |
| Азијати           | 0 (0,0%)    | 0 (0,0%)    |
| Хиспаноамериканци | 0 (0,0%)    | 11 (6,5%)   |
| Укупно            | 30          | 170         |